# 小倉陳利
小倉 陳利（おぐら のぶとし）は、日本のアニメーター。オープロダクション出身。ガイナックスや、ガイナックス出身者の作品に参加することが多い。
押井守からは「普通じゃないキャラクター・人間の下着姿を真っ正面から描いても、普通のアニメのセル画みたいな生臭さ・くどさ・いやらしさがない。寧ろサラッとしていて可愛らしいし、透明感がある」と評されている。

## 参加作品

### テレビアニメ
- ビックリマン
- 新ビックリマン
- ミスター味っ子（1987-1989）
- まじかるハット（1989-1990）
- 平成天才バカボン（1990）
- きんぎょ注意報!（1991-1992）
- 美少女戦士セーラームーン
- 美少女戦士セーラームーンR
- 美少女戦士セーラームーンSuperS
- 新世紀エヴァンゲリオン
- 美少女戦士セーラームーン セーラースターズ（1996-1997）
- みどりのマキバオー（1996-1997）
- 新破裏拳ポリマー（1996-1997）
- セイバーマリオネットJ
- エルフを狩るモノたち
- 少女革命ウテナ
- それゆけ！宇宙戦艦ヤマモト・ヨーコⅡ
- バトルアスリーテス大運動会（TV）
- 彼氏彼女の事情
- メダロット
- アルジェントソーマ（2000-2001）
- フルメタル・パニック!（2002）
- ラーゼフォン
- ぷちぷり*ユーシィ
- 攻殻機動隊　STAND ALONE COMPLEX
- LAST EXILE（2003）
- ポポロクロイス
- 藍より青し　～縁～（2003）
- この醜くも美しい世界
- 風人物語（2004）
- 巌窟王（2004-2005）
- おねがいマイメロディ（2005-2006）
- ケモノヅメ（2006）
- 電脳コイル（2007）
- 図書館戦争（2008）
- 東のエデン（2009）
- ジュエルペット てぃんくる☆（2010）
- 四畳半神話大系（2010）
- Angel Beats!（2010）
- 戦国BASARA弐（2010）
- Panty & Stocking with Garterbelt（2010）
- よんでますよ、アザゼルさん(2011)
- ジュエルペット サンシャイン（2011）
- BLOOD-C（2011）
- 花咲くいろは（2011）
- Another（2012）
- 新世界より（2012）
- 異能バトルは日常系のなかで（2014）
- キズナイーバー（2016）
- 宇宙パトロールルル子（2016）
- リトルウィッチアカデミア（2017）
- ダーリン・イン・ザ・フランキス（2018）

### OVA
- 機動戦士SDガンダム　SD戦国伝　頭虫邸の忍者合戦（OVA/1990）
- 帝都物語（OVA/1991-1992）
- グリーンレジェンド乱（OVA/1992-1993）
- ジャイアントロボ THE ANIMATION -地球が静止する日（OVA/1992-1998）
- ああっ女神さまっ（OVA/1993-1994）
- 神秘の世界エルハザード（OVA）
- 青の6号
- てなもんやボイジャーズ
- フリクリ（2000-2001）
- R.O.D (2001-2002）
- トップをねらえ2!（2004-2006）

### 劇場アニメ
- 新世紀エヴァンゲリオン劇場版 Air/まごころを、君に（1997）
- DEAD LEAVES（2004）
- マインド・ゲーム（2004）
- 劇場版 NARUTO -ナルト- 大激突!幻の地底遺跡だってばよ（2005）
- スカイ・クロラ The Sky Crawlers～（2008）
- 文学少女（2010）
- 夜明け告げるルーのうた（2017）

### 書籍
- Ball Boy & Bad Girl(2010、イラスト、著・飯島愛、監修・押井守、幻冬舎)